# Ołeksij Kruczer
Ołeksij Stanisławowycz Kruczer, ukr. Олексій Станіславович Кручер (ur. 16 sierpnia 1978) – ukraiński piłkarz, grający na pozycji obrońcy, trener piłkarski, biznesmen i działacz sportowy, prezes klubu piłkarskiego Krystału Chersoń.

## Kariera piłkarska
W latach 2010–2012 występował w klubie Krystał Chersoń.

## Kariera trenerska
Od sierpnia do października 2011 tymczasowo pełnił funkcje głównego trenera Krystału Chersoń. Potem kontynuował pracę jako prezes chersońskiego klubu.